# Пиогени стрептокок
Пиогени стрeптокок, стрептококус пиогенес (лат. Streptococcus pyogenes) или β-хемолитички стрептокок из групе А је грам-позитивна бактерија лоптастог облика из рода стрептокока, која расте у колонијама у облику ланца или нити. На хранљивој подлози крвни агар, ствара зону β хемолизе око својих колонија, а по Ленсфилдовој класификацији спада у групу А (видети стрептококе). Чест је узрочник гнојних инфекција код човека, а може покренути неке и аутоимуне болести, као што су реуматска грозница и постстрептококни гломерулонефритис.

## Изглед и грађа
Ћелијски зид ових бактерија грађен је из дебелог слоја муреина. На површини овoг слоја налазе се протеинске нити које чине М-протеин. На основу грађе овог протеина се пиогене стрептококе могу поделити у подгрупе (сероваре). М-протеин штити ове бактерије од фагоцитозе ћелија одбрамбеног система. Пиогене стрептококе поседују у ћелијском зиду и полимер угљених хидрата, Ц супстанцу. На основу грађе ове супстанце сврстане су у групу А по Ленсфилду (видети стрептококе).

## Патогеност
Поред М-протеина за патогенитет ове бектерије су одговорни токсини и ензими које оне луче.
- Стрептолизин О, стрептолизин С, уништавају ћелијске мембране еритроцита и других ћелија организма. Стрептолизин-О делује као антиген и изазива одговор одбрамбеног система у виду стварања антитела. Мерењем концентрације ових антитела може се утврдити инфекција пиогеним стрептококама.
- Пирогени токсини стрептокока: А, Б и Ц делују као суперантигени, тако што изазивају претерану реакцију имунитета уз ослобађање мноштва медијатора запаљења, што доводи до егзантема (осип) и енантема код шарлаха, септичног шока итд.
- Стрептокиназа разлаже фибрин. Овај ензим користи се и у фибринолитичкој терапији.
- Хијалуронидаза разлаже међућелијске супстанце као што су гликозаминогликани у које спада и хијалуронска киселина.
- ДНКаза разлаже ДНК.

## Болести изазване пиогеним стрептококама
Инвазивне болести настају као последица продора и ширења ове бактерије у организам, док интоксикације настају као последица дејства токсина ове бактерије, често су оба механизма заједно одговорна за настанак болести.
Инфекције стрептококама могу бити локалне и генерализоване.
Стрептококе продиру кроз ситне повреда (огреботине, посекотине итд) на кожи и почињу да се шире.
У локалне инфекције спадају:
- импетиго
- ерисипел (црвени ветар)
- стрептококна флегмона
- синузитис
- запаљење средњег уха
- тонсилитис итд.

У генерализоване инфекције спадају:
- сепса
- некротични фасцитис итд.

Лучењем стрептококних токсина могу настати:
- шарлах
- септични шок

## Болести које су последица инфекције стрептококама
Поједине болести као нпр. реуматска грозница и постстрептококни гломерулонефритис се могу јавити недељама, месецима, годинама и деценијама после инфекције пиогеним стафилокока, као последица аутоимуних процеса. Антитела која организам ствара у борби против ових стрептокока могу се везати и за неке ћелије организма као нпр. ћелије ендокарда или се имуни комплекси антитела и антигена могу таложити у бубрежним гломерулима, зглобовима итд. изазивајући њихово оштећење.

## Доказивање пиогених стрептокока
Пиогене стрептококе се могу идентификовати доказивањем антигена А коаглутинацијом (латексаглутинацијом).
Бактерија се може узгајати и идентификовати и у бактеријској култури.
Такође може се мерити и концентрација одређених антитела у серуму као нпр, антистраптолизин антитела.
У терапији се користе пеницилини, јер су ове бактерије осетљиве на њих.

## Епидемиологија
Човек је једини резервоар ових бактерија. Оне се преносе путем контакта или искашљаним капљицама. Време инкубације је пар дана. 24 часа након почетка терапије оболели није више инфекциозан.